# Passiflora huamachucoensis
Passiflora huamachucoensis är en passionsblomsväxtart som beskrevs av L.K. Escobar. Passiflora huamachucoensis ingår i släktet passionsblommor, och familjen passionsblomsväxter. Inga underarter finns listade i Catalogue of Life.